# Лубни (станція)
Лубни́ — проміжна залізнична станція 4-го класу Полтавської дирекції Південної залізниці на лінії Київ — Полтава між станціями Вили (13 км) та Солоницька (8 км). Розташована на заході міста Лубни Полтавський області.

## Історія
Станція відкрита 1901 року, в ході будівництва залізниці Київ — Полтава.
22 вересня 1956 року, відповідно з наказом від 22 вересня 1956 року № 336/Н контора Черкаської дистанції захисних лісонасаджень переміщена зі станції Черкаси на станцію Лубни. Ця дата вважається днем заснування ПЧЛ «Лубни».

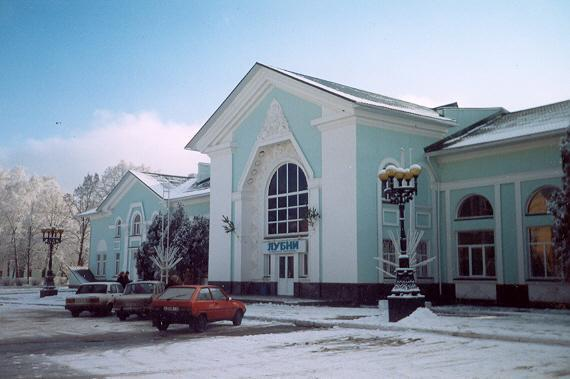
Залізничний вокзал
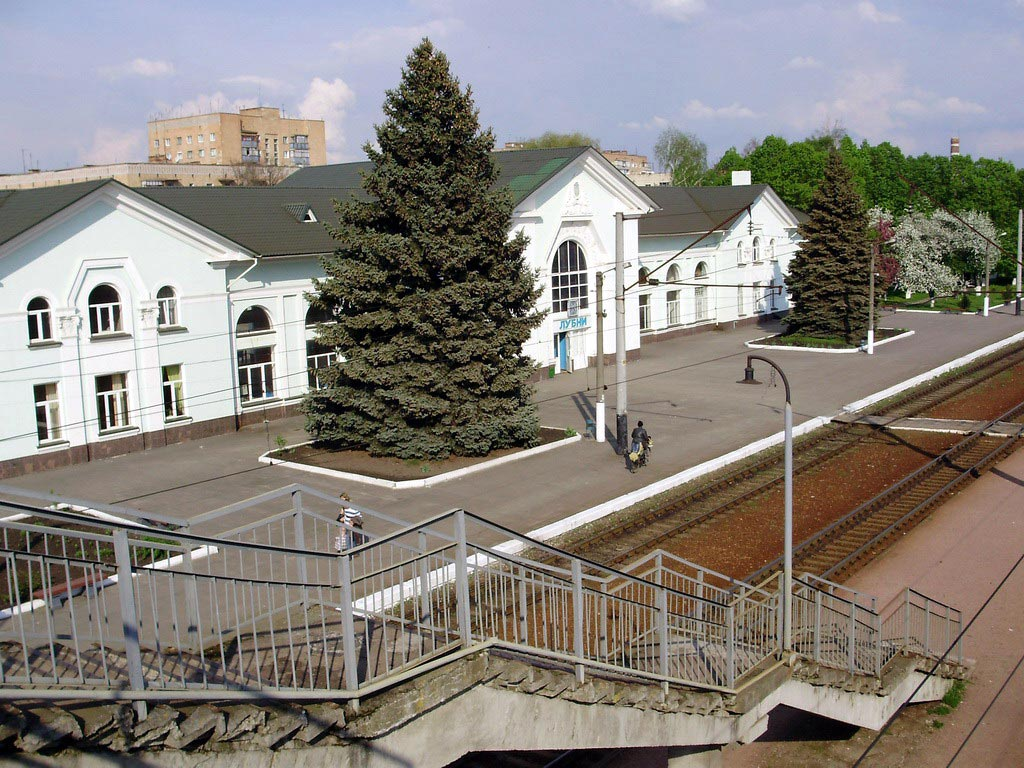
Панорама станції

10 грудня 1997 року відбулося урочисте відкриття електрифікованої дільниці Гребінка — Лубни, що поклало початок електрифікації всієї лінії Київ — Харків на території Південної залізниці. Впродовж 1995—1999 років електрифікована вся лінія до Полтави.

## Пасажирське сполучення
На станції Лубни зупиняються пасажирські поїзди далекого та приміського сполучення (станом на 2025 рік):
| Рух поїздів по станції Лубни         |                                    |                          |  |                    |         |
| №                                    | Маршрут сполучення                 | Періодичність курсування |  |                    |         |
| Далеке сполучення                    |                                    |                          |  |                    |         |
| 1/2 «Єдність»                        | Харків — Ворохта                   | Через день               |  |                    |         |
| 15/16 «Лесь Курбас»                  | Харків — Ясіня                     | Через день               |  |                    |         |
| 17/18 «Сковорода Експрес»            | Харків — Мукачево                  | Через день               |  |                    |         |
| 21/22 «Вечірні зорі»                 | Харків — Львів                     | Щоденно                  |  |                    |         |
| 63/64 «Оберіг»                       | Харків — Київ — Львів              | Щоденно                  |  |                    |         |
| 101/102                              | Краматорськ —Херсон                | Через день               |  |                    |         |
| 103/104 «Незламність»                | Краматорськ — Львів                | Щоденно                  |  |                    |         |
| 111/112                              | Ізюм — Київ — Львів                | Щоденно                  |  |                    |         |
| 123/124                              | Харків — Івано-Франківськ          | Через день               |  |                    |         |
| 125/126                              | Кременчук — Мукачево / Ужгород     | Через день               |  |                    |         |
| 129/130                              | Полтава — Мукачево / Ужгород       | Через день               |  |                    |         |
| 145/146                              | Харків — Чернівці                  | Через день               |  |                    |         |
| 712/713 «Інтерсіті+»                 | Краматорськ — Київ                 | Щоденно                  |  |                    |         |
| 719/720 «Інтерсіті+»                 | Харків — Київ                      | За особливим графіком    |  |                    |         |
| 722/723 «Інтерсіті+»                 | Харків — Київ                      | Щоденно                  |  |                    |         |
| 724/725 «Інтерсіті+»                 | Харків — Київ                      | Щоденно                  |  |                    |         |
| Скасовані поїзди далекого сполучення |                                    |                          |  |                    |         |
| 111/112 «Слобожанщина»               | Харків — Львів                     |                          |  |                    |         |
| 125/126                              | Костянтинівка — Київ               |                          |  |                    |         |
| 137/138 «Максим Яровець»             | Лисичанськ / Харків — Хмельницький |                          |  |                    |         |
| 141/142 «Галичина»                   | Бахмут — Львів                     |                          |  |                    |         |
| 369/370                              | Баку — Київ                        | Курсував щопонеділка     |  |                    |         |
| Приміське сполучення                 |                                    |                          |  |                    |         |
|                                      | Гребінка — Гоголеве                | Щоденно                  |  | Гребінка — Полтава | Щоденно |
|                                      | Гребінка — Лубни                   | Щоденно                  |  |                    |         |
|                                      | Гребінка — Ромодан                 | Щоденно                  |  |                    |         |
|                                      | Гребінка — Огульці                 | Щоденно                  |  |                    |         |